# Puzavi žabnjak
Puzavi žabnjak (lat. Ranunculus repens), puzeća trajnica iz Euroazije i sjeverne Afrike, uvezena u Sjevernu Ameriku. Pripada porodici žabnjakovki.
Voli vlažna i plodna staništa, a ima ga i po livadama i pašnjacima, vinogradima i voćnjacima, te uz obale potoka i močvara.
Naraste do 60cm visine. Stabljika mu je polegnuta, ali i uzdignuta ili uspravna, a njegovo ime repens, znači puzajući.